# Bramstedt (Hagen im Bremischen)
Pour les articles homonymes, voir Bramstedt.
Bramstedt est un village de la commune allemande de Hagen im Bremischen, dans l'arrondissement de Cuxhaven, Land de Basse-Saxe.

## Histoire
Au Xe siècle, une église primitive est bâtie. Devenue protestante, l'église Saint-Jacques élevée en 1750 brûle en 1779 puis reconstruite deux ans plus tard. Les fonts baptismaux en bronze de 1469 sont de Hinrich Klinghe.
En mars 1974, Harrendorf, Lohe bei Bramstedt et Wittstedt fusionnent.
En janvier 2014, la Samtgemeinde Hagen est dissoute, ses membres fusionnent pour former la commune de Hagen im Bremischen.

## Personnalités liées au village
- Wilhelm August Wrage (1861–1941), peintre

## Source, notes et références
- (de) Cet article est partiellement ou en totalité issu de l’article de Wikipédia en allemand intitulé « Bramstedt (Hagen im Bremischen) » (voir la liste des auteurs).